# Maciejowice (gmina)
Pour les articles homonymes, voir Maciejowice.
Maciejowice est une gmina (commune) rurale du powiat de Garwolin, dans la Voïvodie de Mazovie, dans le centre-est de la Pologne.
Son siège administratif  est le village de Maciejowice, qui se trouve à environ 24 kilomètres au sud de Garwolin (siège de la powiat) et 70 kilomètres au sud-est de Varsovie (capitale de la Pologne).
La gmina couvre une superficie de 172,67 km2 pour une population de 7 287 habitants en 2006.

## Histoire
De 1975 à 1998, la gmina est attachée administrativement à la voïvodie de Siedlce. Depuis 1999, elle fait partie de la voïvodie de Mazovie.

## Géographie
La gmina inclut les villages et localités suivantes :
- Antoniówka Świerżowska
- Antoniówka Wilczkowska
- Bączki
- Budy Podłęskie
- Domaszew
- Domaszew-Młyn
- Kawęczyn
- Kępa Podwierzbiańska
- Kobylnica
- Kobylnica-Kolonia
- Kochów
- Kochów-Kępa
- Kraski Dolne
- Kraski Górne
- Leonów
- Maciejowice
- Malamówka
- Nowe Kraski
- Oblin
- Oblin-Grądki
- Oblin-Korczunek
- Oronne
- Ostrów
- Pasternik
- Podłęż
- Podoblin
- Podstolice
- Podwierzbie
- Podzamcze
- Pogorzelec
- Polik
- Przewóz
- Samogoszcz
- Strych
- Szkółki Krępskie
- Topolin
- Tyrzyn
- Uchacze
- Wróble-Wargocin
- Zakręty

### Gminy voisines
La gmina de Maciejowice est bordée des gminy suivantes :
- Kozienice
- Łaskarzew
- Magnuszew
- Sobolew
- Stężyca
- Trojanów
- Wilga

## Structure du terrain
D'après les données de 2002, la superficie de la commune de Maciejowice est de 172,67 km2, répartis comme tel :
- terres agricoles : 50 %
- forêts : 37 %

La commune représente 13,44 % de la superficie du powiat. 

## Démographie
Données du 30 juin 2004 :
| description        | Total  | Total | Femmes | Femmes | Hommes | Hommes |
| ------------------ | ------ | ----- | ------ | ------ | ------ | ------ |
| Unité              | Nombre | %     | Nombre | %      | Nombre | %      |
| population         | 7 390  | 100   | 3 602  | 48,7   | 3 788  | 51,3   |
| Densité (hab./km²) | 42,8   | 42,8  | 20,9   | 20,9   | 21,9   | 21,9   |